# サンタクルーズ諸島

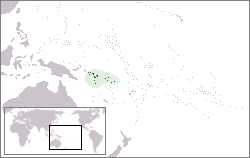
ソロモン諸島の位置

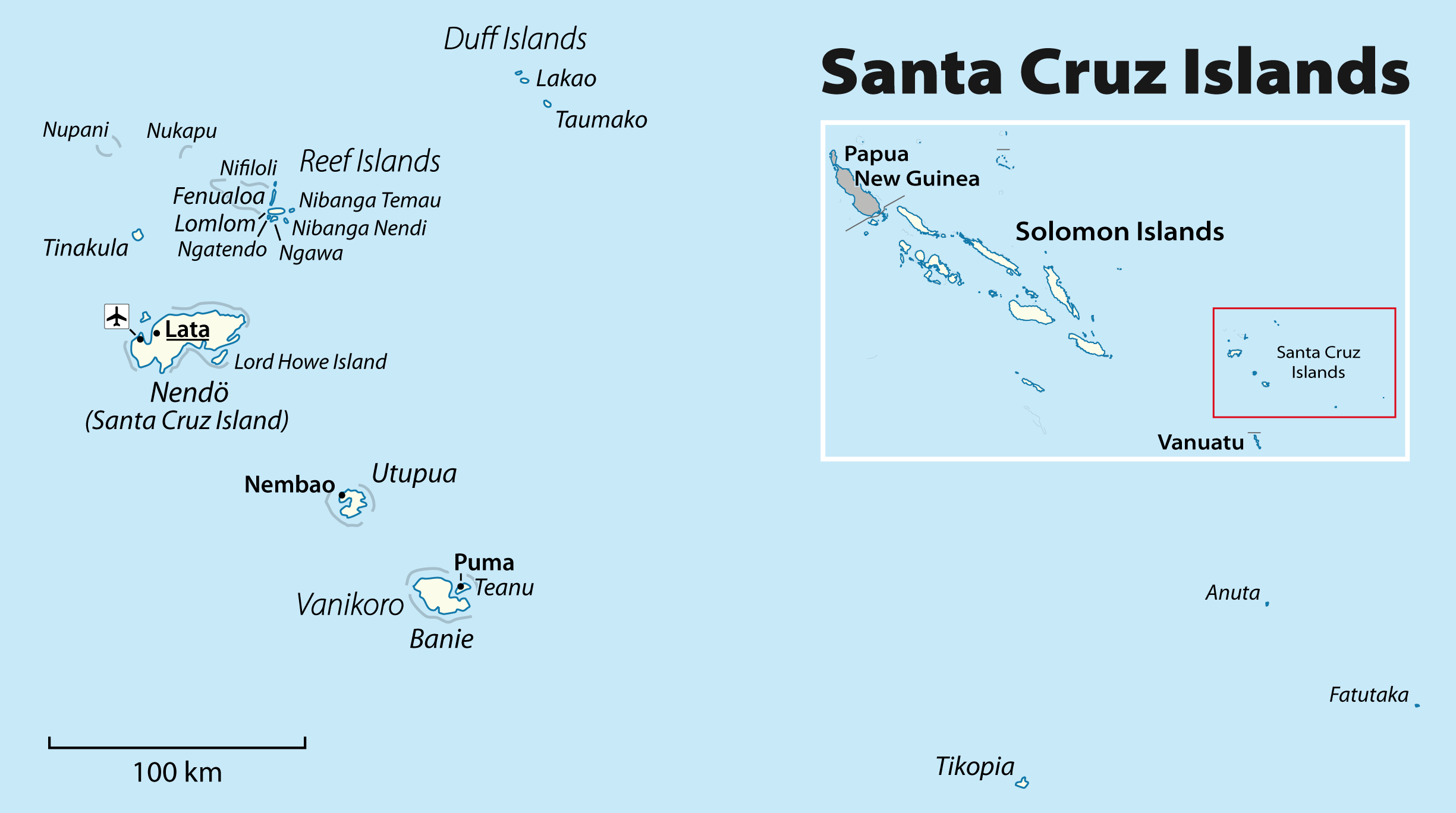

サンタクルーズ諸島 (サンタクルーズしょとう、Santa Cruz Islands) とは南太平洋、南西部に位置する火山島の諸島で、英連邦王国のソロモン諸島のテモツ州に属する。総面積は938km2。人口は12,800人。

## 地理
ネンドー島が一番大きい島で中心地のラタがある。最高地点は517m。
他の島々はヴァニコロ島、ウトゥプア島、スワロー諸島、タフ島、ヌパニ島、ティコピア島、ファトゥタカ島、アヌータ島、en:Tinakula、en:Duff Islandsなど。

## 名前の由来
サンタクルス（Santa Cruz、サンタクルーズは英語読み）は、スペイン語で「聖なる十字架」の意味で、中南米などの地名としてもよく用いられている。
その他のサンタクルスについては、サンタクルス (曖昧さ回避)を参照。

## 歴史
- 1595年にスペイン人アルバロ・デ・メンダーニャ・デ・ネイラにより発見された。メンダーニャは入植を試みるが先住民との戦いやマラリアなどにより死亡。
- 1788年にヴァニコロ島付近でフランスのラ・ペルーズ探検隊が遭難した事が1826年の調査で判明した。
- 1898年にイギリス領となった。
- 1942年に第二次世界大戦（太平洋戦争）中の日本軍とアメリカ軍との間で南太平洋海戦が行われた。
- 1978年にソロモン諸島が独立すると、その一部となった。
- 2013年2月6日、付近の海域でマグニチュード8.0の巨大地震が発生。ネンドー島などに津波が押し寄せ、死者・行方不明者が出た（ソロモン諸島沖地震 (2013年)）。

## 産業
経済は主にコプラと木材の輸出。

## 住民

### 民族
島民はメラネシア人およびポリネシア人。

### 言語
en:Reefs – Santa Cruz languages（Temotu、Teanu、Lovono、Tanema、Nembao、en:Asumboa language、Tanimbili、Natügu、Nanggu、Äiwooを含む）、ポリネシア諸語（Tikopia等）、ポリネシア外縁諸語のen:Vaeakau-Taumako language（Pileni）。